# حكاية تحذيرية

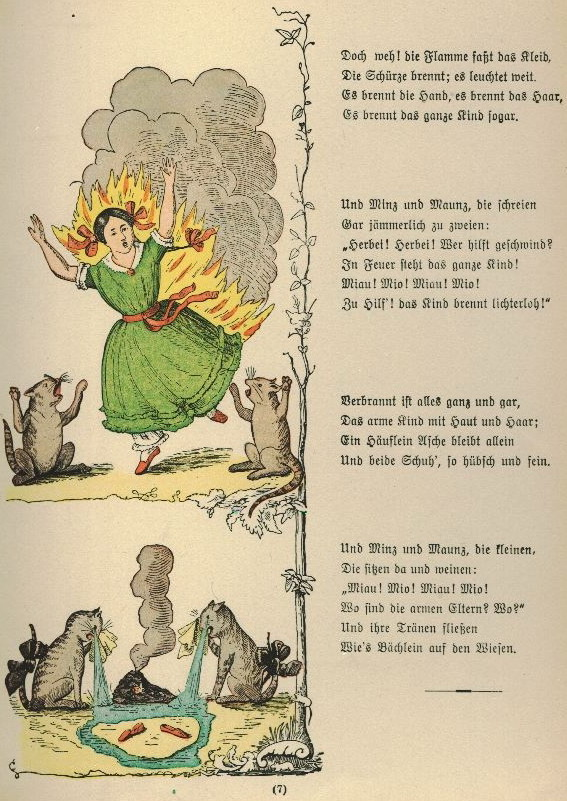

حكاية تحذيرية (ذات مغزى وعبرة) هي حكاية تخبرنا عن مأثورات شعبية، تحذر المستمع من مخاطرة. هناك ثلاثة أجزاء أساسية لهذه الحكاية؛ أولا: المحرمات أو المحظورات مثل اللأمور أو الأفعال الخطيرة، ثانياً: السرد كشخص لا يكترث للتحذير وقام بعمل منكر أو قبيح، وأخيرًا يصل المخالف إلى مصير مؤلم/مزعج.

## الحكايات التحذيرية ومطابقتها
نلاحظ أن هذه الحكاية واسعة الانتشار في الثقافة الشعبية؛ وكثير ما يتم تأطير الاساطير المدنية على أنها حكاية تحذيرية: من مسرب العاشق التي يطاردها قاتل مقلوب إلى حكاية رجل أطلق صبارا للمتعة فقط ليموت عندما يسقط عليه النبات للرعب.
تظهر الحكاية التحذيرية بشكل عام تتناقض مع المحرمات الاجتماعية. ويعفى الراوي في الرسالة التحذيرية عن المطالب الاعتيادية لآداب السلوك التي تشجع استخدام الصور المثيرة للاشمئزاز لأن الحكاية تشجع على تعزيز بعض المحرمات الاجتماعية الأخرى.
في الحكاية التحذيرية كثيرًا ما يتم الاستفادة من نشر الوعي بالقضايا الأخلاقية، ولهذا السبب في أغلب الأحيان ما يتم إخبار الأطفال لجعلهم يطبقون القوانين التي تحميهم وتحقق سلامتهم. تتمثل وظيفتهم لغرض الامتثال ولذلك يلجؤون إلى الحكايات التحذيرية. مقتطفات اللغة الالمانية (Struwwelpeter)؛ تحتوي على حكايات مثل "Die gar traurige Geschichte mit dem Feuerzeug"، و(القصة المفزعة لبولين والمباريات) من السهل استنتاج النهاية بسهولة لهذه القصة. التوجه الاجتماعي للأفلام مثل Boys Beware, Reefer Madness تم تصميمها بعد الحكايات التحذيرية القديمة وأفلام تعليم السائق سيئ السمعة في الستينات (Red Asphalt, Signal 30) وأيضا الأفلام العسكرية حول مرض الزهري والأمراض الأخرى المنقولة جنسيا. أصبح محور الحكايات التحذيرية عبارة أو كلاماً مبتذلاً في أفلام القتل المشرحة في الثمانينات، حيث أدى بالنهاية أن المراهقين الذين فعلوا المحرمات أو المحظورات فقد مارسوا الجنس، وشربوا المشروبات الكحولية، ومرجوانا المدخنة كضحايا الشرير القاتل.
من ناحية أخرى المراهقين في الولايات المتحدة، ولأكثر من مئة عام أدت الحكاية التحذيرية التقليدية إلى ظاهرة التعثر الأسطوري تم تحويل الحكاية التحذيرية إلى جذب المستمع إلى اختبار المحرمات وكسرها.
مع ظهور وسائل الاعلام ومواقع التواصل أدى لتغيير الحكاية التحذيرية إلى شكل آخر، مثل: التلفاز والأفلام، فكثير من الأفلام والإعلانات العامة الذي صنفت نفسها بالحكاية التحذيرية من ناحية قضايا المجتمع والاخطاء المنتشرة بالحياة الحديثة من تطابق وانسجام أدى إلى تحذير المشاهدين بعدم قيامهم بأعمال تؤدي بهم إلى هذه المخاطر.

## ردود الأفعال على القصص التحذيرية
أسلوب الحكاية التحذيرية السخرية من العديد من الكتاب. قدم هيلاير بيلو في الحكاية التحذيرية للأطفال أمثلة عن الأخلاق مثل جيم الذي هرب من الممرضة، وأكله الأسد، وماتيلدا الذي كذب وتم حرقه حتى الوفاة كما قال لويس كارول عن أليس في بلاد العجائب.
رأيت الكثير من التواريخ الصغيرة الجميلة عن الأطفال الذين أصيبوا بالحرق وأكلتهم الوحوش البرية وغيرها من الأشياء البغيضة كل ذلك لانهم لم يسطيعو تذكر القواعد الذي علمهم إياها أصدقاؤهم، مثل أن لعبة البوكر الساخنة تحرقك إذا امسكتها لمدة طويلة، وإذا قطعت اصبعك بسكين بشكل عميق من الطبيعي أن تنزف ولا تنسى أبدا إذا شربت الكثير من الزجاجة التي تحمل علامة (السم) فمن المؤكد سوف يتعارض معك عاجلاً أم آجلاً.

## المزيد
- Morphology (folkloristics)
- جوائز داروين